# Kæmpestenbræk
Kæmpestenbræk (Bergenia) er udbredt i Central- og Østasien. Det er stedsegrønne stauder med kraftige jordstængler og store, grundstillede, læderagtige blade. Blomsterne bæres på bladløse stængler. Her nævnes kun de arter, som dyrkes i Danmark.
| Arter |

- Hjertekæmpestenbræk (Bergenia cordifolia)
- Rød kæmpestenbræk (Bergenia purpurascens)
- Stor kæmpestenbræk (Bergenia ciliata)